# Dobrosane
Dobrosane (macedónul: Доброшане) település Észak-Macedóniában, az Északkeleti körzetben, Kumanovo községben.

## Népesség
| Lakosok száma | 435  | 527  | 630  | 540  | 930  | 1386 | 1384 | 1655 | 1889 |
|               | 1948 | 1953 | 1961 | 1971 | 1981 | 1991 | 1994 | 2002 | 2021 |

- 1994-ben 1384 lakosa volt, akik közül 1298 macedón, 38 vlach, 28 roma és 19 szerb.
- 2002-ben 1655 lakosa volt, akik közül 1571 macedón, 39 vlach, 24 roma, 17 szerb és 4 egyéb.